# Color Girls
Color Girls(컬러 걸즈)는 중국 여성 아이돌 그룹 SNH48의 파생 그룹이다. 그룹 결성 발표는 2016년 4월 20일이며, 현재는 셰니(캡틴), 쑨전니(부캡틴), 양방이, 홍페이윈, 페이친위안 5명으로 구성되어 있다. 소속된 멤버들 소속사는 모두 STAR48이다. 이후 멤버들은 모두 상하이 출신 SNH48의 00년대 세대의 주력 멤버이기도 하다. 2016년 5월 23일 첫 정식 곡 블레이드 앤 소울 OST 국민미소녀를 발매했을 당시 멤버 3명이었지만, 제3회 총선거에서 전원이 공식 등장하였다.

## 멤버
| 이름       | 소속 팀     | 생년월일                             |
| ---------- | ----------- | ------------------------------------ |
| 셰니       | SNH48 팀HII | 2000년 2월 12일(25세) 캡틴 최연장자  |
| 쑨전니     | SNH48 팀HII | 2000년 5월 5일(24세) 부캡틴 최연장자 |
| 양빙이     | SNH48 팀XII | 2000년 7월 26일(24세)                |
| 훙페이윈   | SNH48 팀XII | 2001년 1월 7일(24세)                 |
| 페이친위안 | SNH48 팀XII | 2001년 3월 20일(24세)                |

## 개요

### 결성 배경
세계 최초로 중화권 지역인 00년생 14~16세 여성 아이돌로 구성된 귀여운 5인조 소녀 아이돌 그룹이다. 모든 멤버가 SNH48의 00년대 멤버들을 위주로 구성되었다. Color Girls는 이미 국내 남성 아이돌 그룹 TFBOYS의 작곡가이자 유명 프로듀서 刘佳(류자)가 음반 제작을 맡고 있다.

## 경력
2016년
- 4월 20일, SNH48 "사파 미디어 전략 발표회"에서 Color Girls를 공식 발표[1].
- 5월 23일, 첫 곡 《美少女时代》 발표.
- 5월 31일, 셰니, 페이친위안, 훙페이윈이 게임 《战斗吧剑灵》 주제곡을 맡았고, 이 주제곡이 바로 《美少女时代》.
- 7월 30일, Color Girls 전원 멤버가 총 출동하였고, SNH48 제3회 총선거에서 두 번째 곡 《二次元冒险》를 발표.
- 11월 5일, Color Girls 전원 멤버들이 SNH48 제2회 패션쇼 대회에서 세 번째 곡 《Color Girls》를 발표.

## 디스코그래피
|   | 발행일          | 제목                | 비고                        |
| - | --------------- | ------------------- | --------------------------- |
| 1 | 2016년 5월 23일 | 《미소녀 시대》     | 《블레이드 앤 소울》참여 곡 |
| 2 | 2016년 7월 30일 | 《2차원 대모험》    |                             |
| 3 | 2016년 9월 15일 | 《생일 축하합니다》 |                             |
| 4 | 2016년 11월 5일 | 《컬러 걸즈》       |                             |